# Acta Botánica Mexicana
Acta Botánica Mexicana, (abreujat Acta Bot. Mex.), és una revista il·lustrada amb descripcions botàniques que és editada a Mèxic des de l'any 1988.

## Estructura
La revista dona a conèixer treballs originals i inèdits en totes les àrees de la botànica, inclosa la florística, la taxonomia, tàxons nous per a la ciència, l'ecologia, l'etnobotànica, la paleontologia, l'evolució, la conservació, etc. Apareix quatre vegades a l'any amb una periodicitat estricta al gener, abril, juliol i octubre. Tot article que es presenti per a la seva publicació s'ha de sotmetre a través del sistema d'enviaments en línia. Accepta articles de recerca, notes científiques, revisions sobre temes específics i ressenyes de llibres, en castellà i anglès. És una publicació finançada per l'Instituto de Ecología, A.C. i és editada en el Centro Regional del Bajío d'aquesta institució. Es publica en paper i en format digital. A partir del número 118 (gener de 2017), es publica únicament en format digital.